# 舒瓦西耶河畔尚索
舒瓦西耶河畔尚索（法語：Chanceaux-sur-Choisille，法語發音：[ʃɑ̃so syʁ ʃwazij] ⓘ）是法国安德尔-卢瓦尔省的一个市镇，位于该省中部偏北，距离省会图尔市区以北大约7公里，属于图尔区和图尔-卢瓦尔河谷都会区。

## 地理
舒瓦西耶河畔尚索（47°28'15"N, 0°42'12"E）面积18.47 平方千米，位于法国中央-卢瓦尔河谷大区安德尔-卢瓦尔省，该省份为法国中西部省份，北起萨尔特省、东北接卢瓦-谢尔省，东南接安德尔省，南至维埃纳省，西临曼恩-卢瓦尔省。
与舒瓦西耶河畔尚索接壤的市镇（或旧市镇、城区）包括：瑟雷勒、梅特赖、莫奈、奥埃圣母镇、努济伊、帕尔赛-梅莱、圣安托万迪罗谢。
舒瓦西耶河畔尚索的时区为UTC+01:00、UTC+02:00（夏令时）。

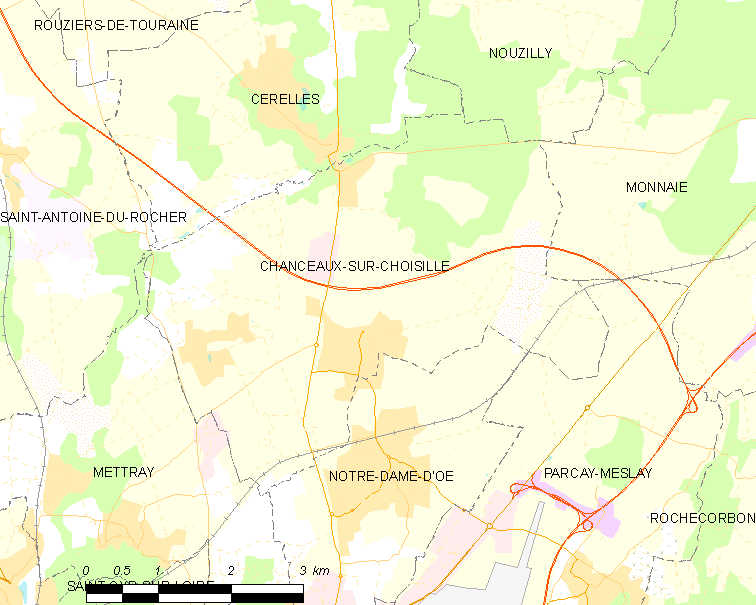
舒瓦西耶河畔尚索的OSM定位图

## 行政
舒瓦西耶河畔尚索的邮政编码为37390，INSEE市镇编码为37054。

## 政治
舒瓦西耶河畔尚索所属的省级选区为武夫赖县。

## 交通
安德尔-卢瓦尔省省道D29线、D76线、D77线经过舒瓦西耶河畔尚索境内。
图尔公交56路经过境内。

## 人口

1962-2008年间舒瓦西耶河畔尚索人口变化图示

舒瓦西耶河畔尚索于2022年1月1日时的人口数量为3509人。